# Орден «За заслуги перед Отечеством»
Орден «За заслуги перед Отечеством» — государственная награда Российской Федерации.
Предназначен для награждения граждан за особо выдающиеся заслуги, связанные с укреплением российской государственности, социально-экономическим развитием страны, научно-исследовательской деятельностью, развитием культуры и искусства, выдающимися спортивными достижениями, укреплением мира, дружбы и сотрудничества между народами, за значительный вклад в укрепление обороноспособности страны.
Девиз ордена «Польза, честь и слава» повторяет девиз императорского ордена Святого Владимира.
Орден «За заслуги перед Отечеством» учреждён 2 марта 1994 года указом Президента Российской Федерации № 442.
С 1994 года и до учреждения ордена Святого апостола Андрея Первозванного в 1998 году (указ Президента РФ № 757 от 1 июля 1998 года) орден «За заслуги перед Отечеством» являлся высшей государственной наградой Российской Федерации.
7 сентября 2010 года был издан указ Президента РФ № 1099 «О мерах по совершенствованию государственной наградной системы Российской Федерации». В обширный документ были включены положение о государственных наградах страны, порядок их вручения, хранения, наследования и установлен порядок ношения знаков отличия. В Статут и описание ордена «За заслуги перед Отечеством» также были внесены изменения и дополнения.

## Регалии ордена
| Орден «За заслуги перед Отечеством» | Орден «За заслуги перед Отечеством» | Орден «За заслуги перед Отечеством» | Орден «За заслуги перед Отечеством» | Орден «За заслуги перед Отечеством» |
|                                     | I степени                           | II степени                          | III степени                         | IV степени                          |
| ----------------------------------- | ----------------------------------- | ----------------------------------- | ----------------------------------- | ----------------------------------- |
| Звезда ордена                       |                                     |                                     |                                     |                                     |
| Знак ордена                         |                                     |                                     |                                     |                                     |
| Знак ордена (с мечами)              |                                     |                                     |                                     |                                     |
| Планка ордена                       |                                     |                                     |                                     |                                     |
| Планка ордена (с мечами)            |                                     |                                     |                                     |                                     |
|                                     | I степени                           | II степени                          | III степени                         | IV степени                          |

## Статутордена

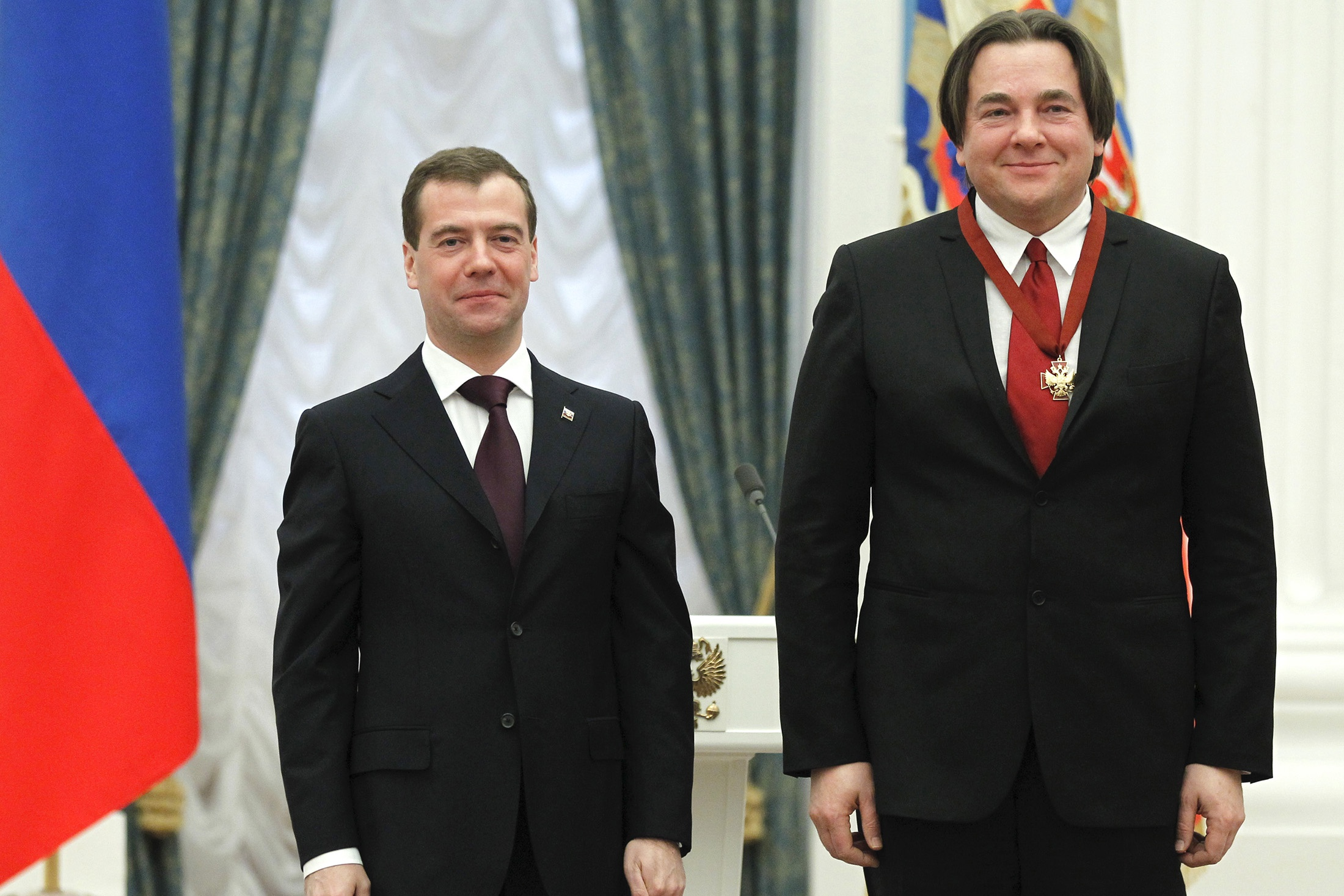
Президент России Дмитрий Медведев и награждённый орденом III степени — генеральный директор Первого канала Константин Эрнст, 21 февраля 2011 года

1. Орденом «За заслуги перед Отечеством» награждаются граждане за особо выдающиеся заслуги, связанные с укреплением российской государственности, социально-экономическим развитием страны, научно-исследовательской деятельностью, развитием культуры и искусства, выдающимися спортивными достижениями, укреплением мира, дружбы и сотрудничества между народами, за значительный вклад в укрепление обороноспособности страны.

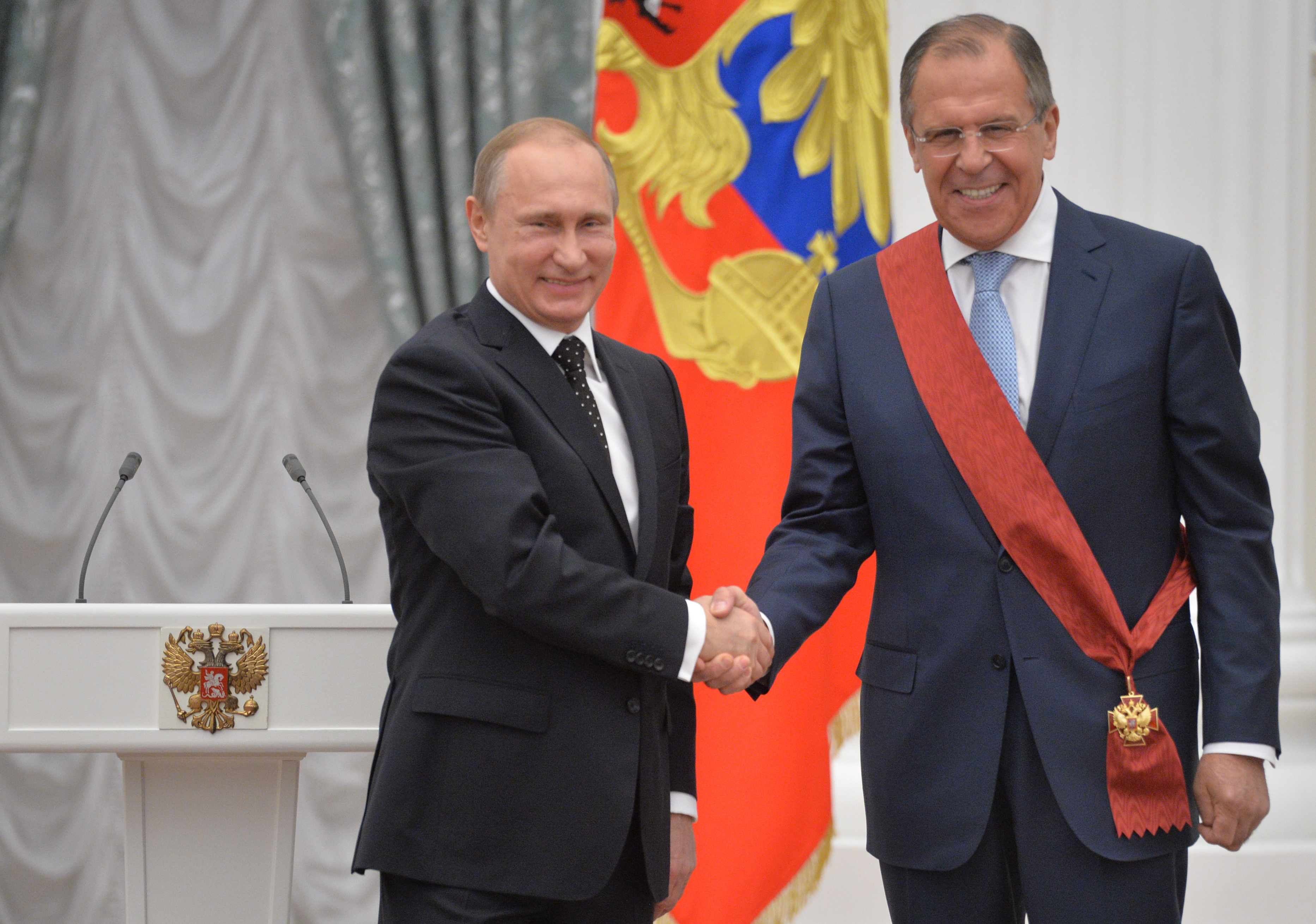
Президент России Владимир Путин и министр иностранных дел Сергей Лавров на награждении орденом «За заслуги перед Отечеством» I степени 21 мая 2015 года

По решению Президента Российской Федерации орденом «За заслуги перед Отечеством» могут награждаться иностранные граждане и лица без гражданства.
2. Орден «За заслуги перед Отечеством» имеет четыре степени:
- орден «За заслуги перед Отечеством» I степени;
- орден «За заслуги перед Отечеством» II степени;
- орден «За заслуги перед Отечеством» III степени;
- орден «За заслуги перед Отечеством» IV степени.

Высшей степенью ордена «За заслуги перед Отечеством» является I степень.
3. Орден «За заслуги перед Отечеством» I и II степени имеет знак и звезду, III и IV степени — только знак.
4. Награждение орденом «За заслуги перед Отечеством» осуществляется, как правило, последовательно, от низшей степени к высшей.
Лица, представляемые к ордену «За заслуги перед Отечеством» IV степени, как правило, должны быть награждены орденом Александра Невского.
За особо выдающиеся заслуги перед государством орденом «За заслуги перед Отечеством» IV степени без награждения орденом Александра Невского могут быть награждены лица, удостоенные звания Героя Российской Федерации, Героя Труда Российской Федерации, Героя Советского Союза или Героя Социалистического Труда, а также лица, которые награждены орденами Святого Георгия, Святой великомученицы Екатерины, Суворова, Ушакова или которым присвоено почётное звание Российской Федерации категории «народный».
Президент Российской Федерации может принять решение о награждении орденом «За заслуги перед Отечеством» лица, ранее не награждённого государственной наградой Российской Федерации.
5. Военнослужащие за отличия в боевых действиях награждаются орденом «За заслуги перед Отечеством» с мечами.
51. Награждение орденом «За заслуги перед Отечеством» с мечами может быть произведено посмертно.
6. Награждение орденом «За заслуги перед Отечеством» I и II степени происходит, как правило, два раза в год и приурочено к празднованию Дня Конституции Российской Федерации (12 декабря) и Дня России (12 июня). — пункт утратил силу 19 ноября 2021 года.
7. Знак ордена «За заслуги перед Отечеством» I степени носится на чересплечной ленте, которая проходит через правое плечо. При проведении военных парадов и иных официальных торжественных мероприятий допускается ношение военнослужащими, участвующими в них, знака ордена «За заслуги перед Отечеством» I степени на шейной ленте.
Звезды ордена «За заслуги перед Отечеством» I и II степени носятся на левой стороне груди и располагаются ниже орденов, носящихся на колодках, и при наличии у награждённого звезды ордена Святого Георгия — левее её.
При наличии у награждённого ордена «За заслуги перед Отечеством» I и II степени носится только звезда ордена «За заслуги перед Отечеством» I степени.
Знаки ордена «За заслуги перед Отечеством» II и III степени носятся на шейной ленте.
Знак ордена «За заслуги перед Отечеством» IV степени носится на колодке на левой стороне груди и располагается после знака ордена Святого Георгия IV степени.
При наличии у награждённого нескольких степеней ордена «За заслуги перед Отечеством» носится только знак ордена высшей степени, за исключением знаков ордена с мечами.
При награждении орденом «За заслуги перед Отечеством» медали данного ордена не носятся, за исключением медали ордена «За заслуги перед Отечеством» с мечами.
8. Для особых случаев и возможного повседневного ношения предусматривается ношение миниатюрной копии знака ордена «За заслуги перед Отечеством» IV степени.
При ношении миниатюрной копии знака ордена «За заслуги перед Отечеством» IV степени она располагается после миниатюрной копии знака ордена Святого Георгия IV степени.
9. При ношении на форменной одежде ленты ордена «За заслуги перед Отечеством» на планке она располагается после ленты ордена Святого Георгия. При этом носится только лента, соответствующая высшей степени этого ордена, имеющегося у награждённого, за исключением лент ордена с мечами.
10. При ношении на гражданском костюме ленты ордена «За заслуги перед Отечеством» в виде розетки она располагается на левой стороне груди. При этом носится только лента, соответствующая высшей степени этого ордена, имеющегося у награждённого.

## Описание

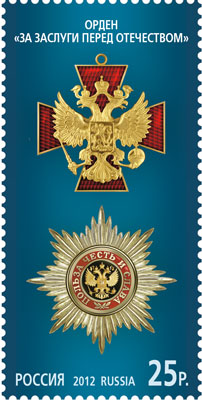
Знак и звезда ордена «За заслуги перед Отечеством» I степени, марка России 2012.

Автор дизайна награды — художник Евгений Ухналёв.
Орден «За заслуги перед Отечеством» I и II степени имеет знак и звезду, III и IV степени — только знак. Лента ордена шёлковая, муаровая, тёмно-красного цвета.
Знак ордена из серебра с позолотой. Он представляет собой равноконечный крест с расширяющимися концами, с лицевой стороны покрытый рубиновой эмалью. По краям креста — узкий выпуклый рант. На лицевой стороне знака, в центре, — накладное изображение Государственного герба Российской Федерации. На оборотной стороне знака, посередине, — круглый медальон, по окружности которого — девиз ордена: «ПОЛЬЗА, ЧЕСТЬ И СЛАВА». В центре медальона — год учреждения ордена — «1994». В нижней части медальона — изображение лавровых ветвей. На нижнем конце креста — номер знака ордена.
Расстояние между концами креста на знаке ордена I степени — 60 мм. Знак ордена прикрепляется к ленте шириной 100 мм. При ношении военнослужащими на военных парадах и иных официальных мероприятиях знака ордена «За заслуги перед Отечеством» I степени на шейной ленте используется лента шириной 45 мм.
Расстояние между концами креста на знаке ордена II степени — 50 мм. Знак ордена прикрепляется к ленте шириной 45 мм.
Расстояние между концами креста на знаке ордена III степени — 50 мм. Знак ордена прикрепляется к ленте шириной 24 мм.
Расстояние между концами креста на знаке ордена IV степени — 40 мм. Знак ордена прикрепляется при помощи ушка и кольца к пятиугольной колодке, обтянутой лентой шириной 24 мм.
Звезда ордена серебряная, восьмилучевая, с полированными лучами — штралами. В центре звезды — круглый серебряный медальон с рельефным позолоченным изображением Государственного герба Российской Федерации. По окружности медальона, на красном эмалевом поле с серебряной окантовкой, — девиз ордена: «ПОЛЬЗА, ЧЕСТЬ И СЛАВА» и лавровые ветви. На оборотной стороне звезды, в нижней части, — номер звезды.
Расстояние между концами противолежащих лучей звезды ордена I степени — 82 мм.
Расстояние между концами противолежащих лучей звезды ордена II степени — 72 мм.
Звезда при помощи булавки крепится к одежде.
К знаку ордена «За заслуги перед Отечеством», вручаемому военнослужащему за отличия в боевых действиях, к кольцу над крестом крепятся два перекрещивающихся позолоченных меча. Длина каждого меча — 28 мм, ширина — 3 мм.
Миниатюрная копия знака ордена «За заслуги перед Отечеством» IV степени носится на колодке. Расстояние между концами креста — 15,4 мм, высота колодки от вершины нижнего угла до середины верхней стороны — 19,2 мм, длина верхней стороны — 10 мм, длина каждой из боковых сторон — 16 мм, длина каждой из сторон, образующих нижний угол, — 10 мм.
К миниатюрной копии знака ордена «За заслуги перед Отечеством» IV степени с мечами к кольцу между колодкой и крестом крепятся с помощью ушка два перекрещивающихся позолоченных меча. Длина каждого меча — 10,8 мм, ширина — 1,15 мм.
При ношении лент ордена используется планка высотой 12 мм, ширина ленты: I степени — 45 мм; II и III степени — 32 мм; IV степени — 24 мм.
Лента ордена «За заслуги перед Отечеством» I степени на планке имеет в центре миниатюрное условное изображение орденской звезды из золота.
Лента ордена «За заслуги перед Отечеством» II степени на планке имеет в центре миниатюрное условное изображение орденской звезды из металла серебристого цвета.
Лента ордена «За заслуги перед Отечеством» III степени на планке имеет в центре миниатюрное условное изображение ордена из металла с эмалью, Государственный герб Российской Федерации золотистого цвета.
Лента ордена «За заслуги перед Отечеством» IV степени на планке имеет в центре миниатюрное условное изображение ордена из металла с эмалью, Государственный герб Российской Федерации серебристого цвета.
Лента ордена «За заслуги перед Отечеством» на гражданской одежде носится в виде розетки.
На ленте ордена «За заслуги перед Отечеством» I степени крепится миниатюрное изображение звезды ордена, при этом лучи звезды не выходят за пределы розетки. Диаметр розетки — 16 мм.
На ленте ордена «За заслуги перед Отечеством» II степени в виде розетки крепится миниатюрное изображение звезды ордена серебристого цвета. Диаметр розетки — 15 мм.
Лента ордена «За заслуги перед Отечеством» III степени в виде розетки имеет по центру изображение креста ордена из металла с эмалью, Государственный герб Российской Федерации золотистого цвета. Расстояние между концами креста — 13 мм. Диаметр розетки — 15 мм.
Лента ордена «За заслуги перед Отечеством» IV степени в виде розетки имеет по центру миниатюрное изображение креста ордена из металла с эмалью, Государственный герб Российской Федерации серебристого цвета. Расстояние между концами креста — 13 мм. Диаметр розетки — 15 мм.
Для награжденных за отличия в боевых действиях на ленте ордена «За заслуги перед Отечеством» с мечами в виде розетки на условном изображении звезды ордена или знака ордена по центру дополнительно располагаются два перекрещивающихся меча по цвету звезды или Государственного герба Российской Федерации на знаке ордена, не выходящих за пределы розетки.

Ф О Т О Г А Л Е Р Е Я
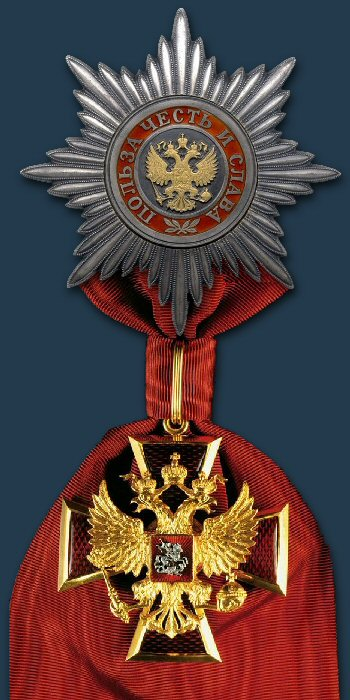
I степень
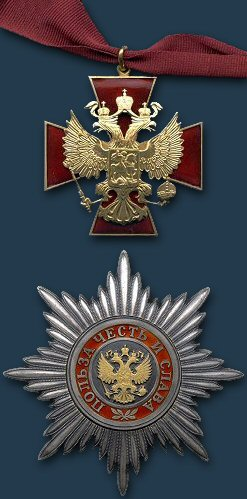
II степень
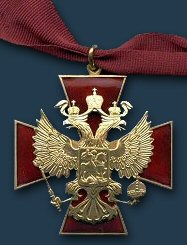
III степень
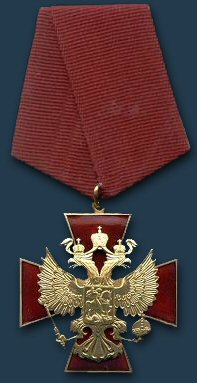
IV степень

## Статистика награждений
По состоянию на июнь 2025 года произведено награждений:
- полные кавалеры — 104
- орденом I степени — 150
- орденом II степени — более 300
- орденом III степени — более 670
- орденом IV степени — более 3000

## Кавалеры
Первым кавалером ордена (II степени) стал Михаил Калашников, первым кавалером ордена I степени — Жак Ширак.
- Полные кавалеры ордена «За заслуги перед Отечеством»
- Список кавалеров ордена «За заслуги перед Отечеством» I степени
- Список кавалеров ордена «За заслуги перед Отечеством» II степени
- Список кавалеров ордена «За заслуги перед Отечеством» III степени
- Список кавалеров ордена «За заслуги перед Отечеством» IV степени

## Полные кавалеры
Ныне живущие
На июнь 2025 года полными кавалерами ордена являются:
| №   | Фамилия, имя и отчество             | Годы жизни                         | I степень        | II степень       | III степень      | IV степень       |
| --- | ----------------------------------- | ---------------------------------- | ---------------- | ---------------- | ---------------- | ---------------- |
| 1   | Строев, Егор Семёнович*             | род. 25 февраля 1937               | 5 декабря 2001   | 20 февраля 1997  | 2 мая 1996       | 25 февраля 2007  |
| 2   | Кутафин, Олег Емельянович           | 26 июня 1937 — 4 декабря 2008      | 26 мая 2007      | 26 июня 2002     | 6 мая 2000       | 18 июня 1997     |
| 3   | Фрадков, Михаил Ефимович            | род. 1 сентября 1950               | 12 сентября 2007 | 1 сентября 2005  | нет данных       | нет данных       |
| 4   | Россель, Эдуард Эргартович          | род. 8 октября 1937                | 16 ноября 2009   | 5 апреля 2004    | 24 апреля 2000   | 20 июля 1996     |
| 5   | Патрушев, Николай Платонович*       | род. 11 июля 1951                  | 11 июля 2006     | 30 декабря 2002  | 1 августа 2005   | нет данных       |
| 6   | Алфёров, Жорес Иванович*            | 15 марта 1930 — 1 марта 2019       | 14 марта 2005    | 2000             | 4 июня 1999      | 15 марта 2010    |
| 7   | Черномырдин, Виктор Степанович*     | 9 апреля 1938 — 3 ноября 2010      | 24 марта 2009    | 23 марта 1998    | 9 апреля 2008    | 9 апреля 2010    |
| 8   | Глазунов, Илья Сергеевич            | 10 июня 1930 — 9 июля 2017         | 10 июня 2010     | 11 октября 2005  | 9 июня 2000      | 29 мая 1995      |
| 9   | Плисецкая, Майя Михайловна*         | 20 ноября 1925 — 2 мая 2015        | 20 ноября 2005   | 18 ноября 2000   | 21 ноября 1995   | 9 ноября 2010    |
| 10  | Нургалиев, Рашид Гумарович*         | род. 8 октября 1956                | нет данных       | 2012             | 2006             | 2001             |
| 11  | Яковлев, Вениамин Фёдорович*        | 12 февраля 1932 — 24 июля 2018     | 31 января 2005   | 11 февраля 2002  | 15 января 1997   | 10 февраля 2012  |
| 12  | Антонова, Ирина Александровна*      | 20 марта 1922 — 30 ноября 2020     | 6 декабря 2007   | 20 марта 2002    | 17 марта 1997    | 28 февраля 2012  |
| 13  | Зубков, Виктор Алексеевич           | род. 15 сентября 1941              | 2012             | 19 сентября 2008 | 9 мая 2006       | 11 апреля 2000   |
| 14  | Вишневская, Галина Павловна*        | 25 октября 1926 — 11 декабря 2012  | 1 декабря 2012   | 25 октября 2006  | 25 октября 1996  | 18 октября 2011  |
| 15  | Осипов, Юрий Сергеевич*             | род. 7 июля 1936                   | 7 июля 2006      | 4 июня 1999      | 7 июня 1996      | 14 июня 2013     |
| 16  | Дедов, Иван Иванович                | род. 12 февраля 1941               | 26 июня 2013     | 8 февраля 2008   | 18 октября 2004  | 19 февраля 2001  |
| 17  | Броневой, Леонид Сергеевич          | 17 декабря 1928 — 9 декабря 2017   | 13 сентября 2013 | 1 декабря 2008   | 17 декабря 2003  | 25 августа 1997  |
| 18  | Захаров, Марк Анатольевич*          | 13 октября 1933 — 28 сентября 2019 | 13 октября 2008  | 11 октября 2003  | 26 апреля 1997   | 13 сентября 2013 |
| 19  | Темирканов, Юрий Хатуевич*          | 10 декабря 1938 — 2 ноября 2023    | 9 декабря 2008   | 10 декабря 2003  | 1 декабря 1998   | 10 декабря 2013  |
| 20  | Волчек, Галина Борисовна*           | 19 декабря 1933 — 26 декабря 2019  | 17 декабря 2008  | 19 декабря 2003  | 15 апреля 1996   | 21 декабря 2013  |
| 21  | Шаймиев, Минтимер Шарипович*        | род. 20 января 1937                | 19 января 2007   | 17 января 1997   | 6 февраля 2010   | 14 января 2014   |
| 22  | Церетели, Зураб Константинович*     | 4 января 1934 — 22 апреля 2025     | 26 июля 2010     | 4 января 2006    | 29 апреля 1996   | 20 февраля 2014  |
| 23  | Бортников, Александр Васильевич     | род. 15 ноября 1951                | нет данных       | нет данных       | нет данных       | нет данных       |
| 24  | Матвиенко, Валентина Ивановна*      | род. 7 апреля 1949                 | 2014             | 19 марта 2009    | 7 апреля 1999    | 28 сентября 2003 |
| 25  | Зельдин, Владимир Михайлович        | 10 февраля 1915 — 31 октября 2016  | 20 января 2015   | 10 февраля 2010  | 10 февраля 2005  | 10 февраля 2000  |
| 26  | Велихов, Евгений Павлович*          | 2 февраля 1935 — 5 декабря 2024    | 2 февраля 2015   | 2 февраля 2005   | 17 августа 2000  | 25 января 2010   |
| 27  | Лавров, Сергей Викторович           | род. 21 марта 1950                 | 21 марта 2015    | 2010             | 21 марта 2005    | 12 мая 1998      |
| 28  | Иванов, Сергей Борисович*           | род. 31 января 1953                | нет данных       | 31 января 2003   | нет данных       | 31 января 2008   |
| 29  | Михалков, Никита Сергеевич*         | род. 21 октября 1945               | 29 июня 2015     | 21 октября 2005  | 17 октября 1995  | 21 октября 2010  |
| 30  | Соломин, Юрий Мефодьевич            | 18 июня 1935 — 11 января 2024      | 29 июня 2015     | 18 июня 2005     | 25 октября 1999  | 29 мая 1995      |
| 31  | Табаков, Олег Павлович*             | 17 августа 1935 — 12 марта 2018    | 17 августа 2010  | 17 августа 2005  | 23 октября 1998  | 29 июня 2015     |
| 32  | Лавёров, Николай Павлович*          | 12 января 1930 — 27 ноября 2016    | 2008             | 22 июля 2005     | 14 сентября 1999 | 16 июля 2015     |
| 33  | Хазанов, Геннадий Викторович        | род. 1 декабря 1945                | 1 декабря 2015   | 1 декабря 2010   | 1 декабря 2005   | 29 ноября 2000   |
| 34  | Вербицкая, Людмила Алексеевна       | 17 июня 1936 — 24 ноября 2019      | 11 июня 2016     | 17 июня 2006     | 7 февраля 2004   | 27 апреля 2000   |
| 35  | Лужков, Юрий Михайлович*            | 21 сентября 1936 — 10 декабря 2019 | 21 сентября 2006 | 14 ноября 1995   | нет данных       | 21 сентября 2016 |
| 36  | Фадеев, Геннадий Матвеевич*         | род. 10 апреля 1937                | 20 декабря 2016  | 27 июля 2001     | 17 февраля 1995  | 17 июня 2005     |
| 37  | Рождественский, Геннадий Николаевич | 4 мая 1931 — 16 июня 2018          | 13 февраля 2017  | 22 апреля 2011   | 31 января 2007   | 26 апреля 2001   |
| 38  | Лещенко, Лев Валерьянович           | род. 1 февраля 1942                | 24 октября 2017  | 30 января 2012   | 1 февраля 2007   | 31 января 2002   |
| 39  | Трутнев, Юрий Алексеевич*           | 2 ноября 1927 — 6 августа 2021     | 2017             | 11 июня 2003     | 26 января 1998   | 6 ноября 2012    |
| 40  | Фортов, Владимир Евгеньевич         | 23 января 1946 — 29 ноября 2020    | 2017             | 18 января 2016   | 4 июня 1999      | 27 марта 1996    |
| 41  | Чемезов, Сергей Викторович          | род. 20 августа 1952               | 2017             | 2012             | 20 августа 2007  | 2005             |
| 42  | Этуш, Владимир Абрамович            | 6 мая 1922 — 9 марта 2019          | 6 мая 2018       | 17 ноября 2008   | 6 мая 2003       | 10 апреля 1995   |
| 43  | Бугаков, Юрий Фёдорович             | 25 января 1938 — 30 декабря 2020   | 30 мая 2018      | 19 января 2013   | 30 января 2003   | 14 ноября 1997   |
| 44  | Федосеев, Владимир Иванович         | род. 5 августа 1932                | 30 мая 2018      | 29 ноября 2005   | 26 ноября 2002   | 7 июня 1996      |
| 45  | Чурикова, Инна Михайловна           | 5 октября 1943 — 14 января 2023    | 29 июня 2018     | 13 сентября 2013 | 27 июля 2007     | 25 августа 1997  |
| 46  | Лебедев, Вячеслав Михайлович*       | 14 августа 1943 — 23 февраля 2024  | 16 июля 2018     | 14 августа 2003  | 14 августа 1998  | 16 августа 2013  |
| 47  | Громов, Борис Всеволодович*         | род. 7 ноября 1943                 | 25 сентября 2018 | 6 ноября 2003    | 2005             | 7 ноября 2008    |
| 48  | Тулеев, Аман-гельды Молдагазыевич   | 13 мая 1944 — 20 ноября 2023       | 29 октября 2018  | 16 апреля 2012   | 17 января 2008   | 28 марта 2003    |
| 49  | Ковальчук, Михаил Валентинович      | род. 21 сентября 1946              | 2018             | 20 сентября 2016 | 9 июня 2011      | 21 сентября 2006 |
| 50  | Макаровец, Николай Александрович*   | 21 марта 1939 — 31 марта 2019      | 28 марта 2019    | 2000             | 22 июля 1995     | 2014             |
| 51  | Садовничий, Виктор Антонович*       | род. 3 апреля 1939                 | 16 апреля 2019   | 25 января 2005   | 2 апреля 1999    | 30 марта 2009    |
| 52  | Доронина, Татьяна Васильевна        | род. 12 сентября 1933              | 29 апреля 2019   | 13 сентября 2013 | 11 июня 2003     | 23 октября 1998  |
| 53  | Ширвиндт, Александр Анатольевич*    | 19 июля 1934 — 15 марта 2024       | 29 мая 2019      | 19 июля 2009     | 21 июля 2014     | 2 августа 2004   |
| 54  | Чазов, Евгений Иванович*            | 10 июня 1929 — 12 ноября 2021      | 10 июня 2009     | 12 июня 2004     | 25 октября 2014  | 13 июня 2019     |
| 55  | Спиваков, Владимир Теодорович*      | род. 12 сентября 1944              | 9 августа 2019   | 2 сентября 2009  | 9 августа 1999   | 10 сентября 2014 |
| 56  | Добродеев, Олег Борисович           | род. 28 октября 1959               | 28 октября 2019  | 2014             | 12 апреля 2010   | 27 ноября 2006   |
| 57  | Смирнов, Виталий Георгиевич*        | род. 14 февраля 1935               | 30 января 2020   | 19 апреля 2001   | 26 августа 1996  | 22 апреля 2010   |
| 58  | Савиных, Виктор Петрович*           | род. 7 марта 1940                  | 27 февраля 2020  | 6 марта 2000     | 11 ноября 1994   | 12 декабря 2010  |
| 59  | Бокерия, Леонид Антонович*          | род. 22 декабря 1939               | 23 июня 2020     | 21 декабря 2004  | 30 сентября 1999 | 29 октября 2010  |
| 60  | Андреев, Владимир Алексеевич        | 27 августа 1930 — 29 августа 2020  | 21 августа 2020  | 30 июля 2010     | 11 октября 2005  | 5 августа 1995   |
| 61  | Ювеналий (Поярков)                  | род. 22 сентября 1935              | 21 сентября 2020 | 15 февраля 2016  | 20 сентября 2010 | 10 апреля 2006   |
| 62  | Цаликов, Руслан Хаджисмелович       | род. 31 июля 1956                  | нет данных       | нет данных       | нет данных       | нет данных       |
| 63  | Токарев, Николай Петрович           | род. 20 декабря 1950               | 21 декабря 2020  | 13 марта 2013    | 19 марта 2010    | 29 мая 2006      |
| 64  | Эрнст, Константин Львович           | род. 6 февраля 1961                | 6 февраля 2021   | 24 марта 2014    | 25 января 2011   | 27 ноября 2006   |
| 65  | Фокин, Валерий Владимирович         | род. 28 февраля 1946               | 6 февраля 2021   | 18 января 2016   | 2 июня 2010      | 28 февраля 2006  |
| 66  | Игнатенко, Виталий Никитич          | род. 19 апреля 1941                | 20 апреля 2021   | 19 апреля 2011   | 19 апреля 2005   | 3 сентября 1999  |
| 67  | Жириновский, Владимир Вольфович     | 25 апреля 1946 — 6 апреля 2022     | 25 апреля 2021   | 18 апреля 2016   | 8 мая 2011       | 20 апреля 2006   |
| 68  | Чайка, Юрий Яковлевич               | род. 21 мая 1951                   | 18 мая 2021      | нет данных       | 11 января 2011   | 21 мая 2006      |
| 69  | Эйфман, Борис Яковлевич             | род. 22 июля 1946                  | 2 июля 2021      | 5 мая 2012       | 16 марта 2007    | 1 сентября 2003  |
| 70  | Костин, Андрей Леонидович           | род. 21 сентября 1956              | 6 августа 2021   | 28 июля 2016     | 20 сентября 2011 | 28 октября 2006  |
| 71  | Баранов, Александр Александрович    | род. 15 июля 1941                  | 3 октября 2021   | 20 декабря 2016  | 2 ноября 2010    | 10 августа 2006  |
| 72  | Чубарьян, Александр Оганович        | род. 14 октября 1931               | 3 октября 2021   | 20 декабря 2016  | 14 октября 2011  | 14 октября 2006  |
| 73  | Масляков, Александр Васильевич      | 24 ноября 1941 — 8 сентября 2024   | 14 октября 2021  | 24 ноября 2016   | 12 октября 2011  | 21 ноября 2006   |
| 74  | Зорькин, Валерий Дмитриевич*        | род. 18 февраля 1943               | 25 октября 2021  | 19 октября 2011  | 18 февраля 2008  | 4 июля 2016      |
| 75  | Алиев, Муху Гимбатович              | род. 6 августа 1940                | 2021             | 18 февраля 2010  | 14 ноября 2005   | 25 декабря 2000  |
| 76  | Ресин, Владимир Иосифович*          | род. 21 февраля 1936               | 2022             | 10 августа 2005  | 30 сентября 1995 | 31 декабря 2008  |
| 77  | Степашин, Сергей Вадимович*         | род. 2 марта 1952                  | 21 февраля 2022  | 2 марта 2007     | 2 марта 2002     | 28 февраля 2012  |
| 78  | Терешкова, Валентина Владимировна   | род. 6 марта 1937                  | 1 марта 2017     | 6 марта 2007     | 6 марта 1997     | 21 февраля 2022  |
| 79  | Алекперов, Вагит Юсуфович           | род. 1 сентября 1950               | 4 мая 2022       | 2014             | 10 июня 2010     | 1 сентября 2005  |
| 80  | Щедрин, Родион Константинович*      | род. 16 декабря 1932               | 25 августа 2022  | 3 декабря 2007   | 2 декабря 2002   | 13 декабря 2012  |
| 81  | Толстой, Георгий Кириллович         | род. 24 сентября 1927              | 17 августа 2017  | 21 сентября 2022 | 25 сентября 2007 | 10 октября 2002  |
| 82  | Илькаев, Радий Иванович*            | род. 9 октября 1938                | 2022             | 2008             | 2000             | нет данных       |
| 83  | Винокур, Владимир Натанович         | род. 31 марта 1948                 | 6 июня 2023      | 3 мая 2018       | 22 марта 2008    | 29 ноября 2003   |
| 84  | Винер-Усманова, Ирина Александровна | род. 30 июля 1948                  | 20 июля 2023     | 16 июля 2018     | 29 декабря 2008  | 24 августа 2005  |
| 85  | Полтавченко, Георгий Сергеевич      | род. 24 февраля 1953               | 22 ноября 2023   | 1 февраля 2018   | 23 февраля 2008  | 7 февраля 2003   |
| 86  | Воробьёв, Юрий Леонидович           | род. 2 февраля 1948                | 2023             | 2 ноября 2017    | 21 февраля 2000  | 23 декабря 1995  |
| 87  | Адамян, Лейла Вагоевна              | род. 20 января 1949                | 3 января 2024    | 27 декабря 2018  | 23 июня 2014     | 19 января 2009   |
| 88  | Володин, Вячеслав Викторович        | род. 4 февраля 1964                | 4 февраля 2024   | 2014             | 2012             | 20 апреля 2006   |
| 89  | Козлов, Валерий Васильевич          | род. 1 января 1950                 | 5 февраля 2024   | 14 августа 2014  | 17 сентября 2009 | 4 ноября 2005    |
| 90  | Месяц, Геннадий Андреевич           | род. 29 февраля 1936               | 5 февраля 2024   | 4 февраля 2006   | 4 июня 1999      | 12 февраля 1996  |
| 91  | Скринский, Александр Николаевич     | род. 15 января 1936                | 5 февраля 2024   | 22 февраля 2007  | 5 августа 2000   | 6 февраля 1996   |
| 92  | Рапота, Григорий Алексеевич         | род. 5 февраля 1944                | 2024             | 2021             | 5 февраля 2014   | 26 декабря 2011  |
| 93  | Басин, Ефим Владимирович*           | род. 3 января 1940                 | 22 апреля 2024   | 27 октября 2009  | 27 декабря 1999  | 26 августа 2020  |
| 94  | Шохин, Александр Николаевич         | род. 25 декабря 1951               | 22 мая 2024      | 21 октября 2019  | 22 ноября 2011   | 29 апреля 2008   |
| 95  | Дзасохов, Александр Сергеевич*      | род. 3 апреля 1934                 | 2024             | 30 марта 2004    | 17 марта 2001    | 23 апреля 2009   |
| 96  | Шмаков, Михаил Викторович           | род. 12 августа 1949               | 29 октября 2024  | 21 октября 2019  | 12 августа 2009  | 12 августа 1999  |
| 97  | Пиотровский, Михаил Борисович       | род. 9 декабря 1944                | 8 декабря 2024   | 6 декабря 2019   | 9 декабря 2009   | 9 декабря 2004   |
| 98  | Фрейндлих, Алиса Бруновна           | род. 8 декабря 1934                | 8 декабря 2024   | 28 октября 2019  | 5 февраля 2009   | 13 февраля 2004  |
| 99  | Васильев, Владимир Абдуалиевич      | род. 11 августа 1949               | 2024             | 17 июля 2019     | 22 мая 2014      | нет данных       |
| 100 | Латынина, Лариса Семёновна          | род. 27 декабря 1934               | 20 декабря 2024  | 8 марта 2015     | 21 января 2010   | 27 декабря 2004  |
| 101 | Нарышкин, Сергей Евгеньевич         | род. 27 октября 1954               | 2024             | 2019             | 2010             | 4 июня 2008      |
| 102 | Потанин, Владимир Олегович          | род. 3 января 1961                 | 2024             | 11 ноября 2019   | 2016             | 6 августа 2007   |
| 103 | Кононенко, Олег Дмитриевич          | род. 21 июня 1964                  | 10 марта 2025    | 21 августа 2020  | 26 января 2017   | 25 марта 2014    |
| 104 | Сакович, Геннадий Викторович*       | род. 13 апреля 1931                | 24 июня 2025     | 23 августа 2019  | 26 октября 2006  | 19 марта 2013    |
| 105 | Торкунов, Анатолий Васильевич       | род. 26 августа 1950               | 16 августа 2025  | 26 августа 2020  | 14 мая 2010      | 26 августа 2000  |

- Примечание: лица, отмеченные «*», стали полными кавалерами ордена с нарушением Статута (п. 4), согласно которому награждение орденом осуществляется последовательно: одну из младших степеней ордена они получили хронологически позже старших степеней.